# Ramu
Ramu è un sottodistretto (upazila) del Bangladesh situato nel distretto di Cox's Bazar, divisione di Chittagong. Si estende su una superficie di 391,71 km² e conta una popolazione di 167.480 abitanti (dato censimento 1991).